# Renata Kochta
Renata Kochta (* 14. April 1973 in Prag, Tschechoslowakei) ist eine ehemalige deutsche Tennisspielerin. Ihr Vater ist der Eishockeyspieler Jiří Kochta.

## Leben
Mit neun Jahren begann Renata Kochta ihre Tennislaufbahn. Ihr großes Talent entdeckte man sehr schnell. Bereits mit 14 Jahren wurde Renata Kochta Tennisprofi. Sie spielte über zehn Jahre auf der WTA Tour. Ihr erfolgreichstes Jahr war 1992. Sie wurde Internationale Deutsche Meisterin, Europameisterin, gewann den Warsteiner Grand Prix und trat bei allen vier Grand-Slam-Turnieren an, ohne jedoch das Hauptfeld zu erreichen. Fünf Jahre spielte sie in der Bundesliga und beendete ihre Karriere im Jahre 1999. Sie hat eine Schwester, Marketa, die zeitweise mit dem Tennisprofi Jiří Vaněk verheiratet war, die ebenfalls eine erfolgreiche Tennisspielerin war.
Seit 2019 trainiert Kochta in Vollzeit ihre Kinder, von denen ihre Tochter Tamina Karolina Kochta als Mitglied der Jugendnationalmannschaft des Deutschen Tennis Bundes Vizeweltmeister wurde und dafür 2024 von der Stadt München geehrt wurde.